# 第6歩兵師団 (韓国陸軍)
第6歩兵師団（だい6ほへいしだん、朝鮮語: 제6보병사단、第六步兵師團）は大韓民国陸軍の師団の1つ。

## 歴史
第6師団の始まりは1948年4月29日に創設された南朝鮮国防警備隊第4旅団（初代旅団長、蔡秉徳大佐）で、同年11月20日に第6旅団に改称され、1949年5月12日に師団に昇格した。
当初、第7連隊、第8連隊、第10連隊の3個連隊を擁し、春川から洪川までの38度線警備を担当した。しかし、1949年5月4日午後から翌5日にかけ、第8連隊第1大隊長・表武源少領、第2大隊長・姜太武少領が部隊を率い相次いで越北。それに反発した中隊長チェ・ドンソプ中尉、キム・インシク中尉らにより第1大隊415名中239名、第2大隊約300名中143名が脱出し原隊に帰還できた。1950年5月1日に第10連隊に代わって第19連隊が、6月20日には第8連隊に代わって首都警備司令部から第2連隊（長：咸炳善大領）が移管。

### 朝鮮戦争
1950年6月25日、朝鮮戦争が勃発すると北朝鮮第2軍団（軍団長：金光侠中将）の第2師団（師団長：李青松少将）が春川に、第12師団（師団長：全宇少将）と独立戦車連隊が洪川に侵攻した（国境会戦）。第6師団は地形を利用した防御で北朝鮮第2軍団に損害を与えた。これにより春川の攻略は遅れ、北朝鮮軍の計画に躓きが生じた。この戦いで第6師団は「春川の岩」、「華の第6師団」と呼ばれるようになった。マシュー・リッジウェイは、よく戦闘の準備をした勇敢な部隊の1つとし、「攻撃が始まった時、韓国第6師団は踏みとどまって防戦する準備ができていた。彼等は勇敢に戦い、北朝鮮軍が京城へ進撃するのを3日間も阻止した。」と評価している。
7月初旬、第6師団は安城付近から忠州までの約70キロメートルの範囲に展開して西部の第1軍団を援護した。7月7日から忠州付近で第12師団（師団長：崔春国少将）の攻撃を受けたが、短切な攻撃を繰り返して12日までこれを阻止した。
同月中旬、各所で抵抗しながら後退し、15日に新編の第2軍団に編入された。
下旬には、尚州市咸昌で増援の第1師団と共に北朝鮮第1師団、第13師団と攻防戦を繰り広げた。
1950年8月2日、第2軍団の命令により洛東江を渡河して洛東江防御線の防御に就くが、翌3日に早くも北朝鮮第1師団が攻撃を開始し、第6師団は抵抗しながら後退した。その後、陸軍本部の命令で義城方面に後退して、右翼の第8師団の担当正面を肩代わりさせた。ここで新たに北朝鮮第8師団が加わった。第6師団は新寧まで後退し、ここで2個師団の攻勢を阻止した。
1950年9月初旬、北朝鮮軍の9月攻勢が開始され、第6師団は北朝鮮第8師団と交戦した。
1950年9月15日の仁川上陸作戦を皮切りに第8軍は攻勢に転移し、第6師団も翌16日に攻勢をかけた。最初は進展しなかったが21日に北朝鮮第8師団を殲滅して北上した。
1950年10月15日、38度線を越えて北進し先鋒隊が鴨緑江に到達したが25日以降の中共軍の第1次攻勢で隷下の2個連隊が包囲され、開戦以来建制を保ってきた第6師団は壊走した。
1950年11月下旬、第6師団はクリスマス攻勢に参加するが、中共軍の第2次攻勢で再び壊走する。
1951年1月、第2軍団が解体されたためアメリカ第9軍団に配属された。3月、リッパー作戦では第2連隊第1大隊が1人の兵士も失うことなく、1個大隊を全滅させ、大砲4門と迫撃砲7門を含む多数の装備を鹵獲した。
4月、史倉里で中共軍第20軍の攻勢を受けて崩壊。5月、龍門山の戦いで中共軍第63軍を撃退。
1952年1月9日、陸軍本部直轄となり、1月12日から3月20日まで楊口で部隊整備と教育訓練を実施。4月、再建された第2軍団に配属された。

### 休戦後
1975年、江原道鉄原郡にて第2南侵トンネルを発見した。

## 編制
- 第2歩兵旅団（旧第2連隊）
  - 本部中隊
  - 第1大隊
  - 第2大隊
  - 第3大隊

- 第7歩兵旅団（旧第7連隊）
  - 本部中隊
  - 第1大隊
  - 第2大隊
  - 第3大隊

- 第19歩兵旅団（旧第19連隊）
  - 本部中隊
  - 第1大隊
  - 第2大隊
  - 第3大隊
- 砲兵旅団
  - 第27砲兵大隊
  - 第76砲兵大隊
  - 第77砲兵大隊
  - 第88砲兵大隊

## 師団長
| 代 | 氏名               | 氏名     | 在任期間                | 出身校・期           | 前職                   | 後職                       | 備考                   |
| -- | ------------------ | -------- | ----------------------- | -------------------- | ---------------------- | -------------------------- | ---------------------- |
| 代 | 漢字/片仮名表記    | 原語表記 | 在任期間                | 出身校・期           | 前職                   | 後職                       | 備考                   |
| 1  | 蔡秉徳             | 채병덕   | 1948.4.29 - 1948.10.11  | 日本陸士49期 軍英2期 | 統衛部特別部隊長       | 参謀総長                   |                        |
| 2  | 劉載興             | 유재흥   | 1948.10.11 - 1949.1.15  | 日本陸士55期         | 第1旅団参謀長          | 陸軍士官学校副校長         |                        |
| 3  | 金白一             | 김백일   | 1949.1.15 - 1949.5.12   | 奉天5期 軍英1期      | 第5旅団長              | 留任                       |                        |
| 1  | 金白一             | 김백일   | 1949.5.12 - 1949.5.14   | 奉天5期 軍英1期      | 第6旅団長（留任）      | 甕津地区戦闘司令官         |                        |
| 2  | 劉載興             | 유재흥   | 1949.5.14 - 1950.1.5    | 日本陸士55期         | 済州地区戦闘司令官     | 第2師団長                  |                        |
| 3  | 申尚澈             | 신상철   | 1950.1.5 - 1950.6.10    | 日本航士58期         | 陸本情報局長           | 陸本人事局長               |                        |
| 4  | 金鐘五             | 김종오   | 1950.6.10 - 1950.10.31  | 軍英1期              | 第1連隊長              | 第9師団長                  |                        |
| 5  | 張都暎             | 장도영   | 1950.10 - 1952.1        | 軍英1期              | 陸本情報局長           | 第1訓練所長                |                        |
| 6  | 白仁燁             | 백인엽   | 1952.1 - 1953.6         | 軍英1期              | 第1訓練所長            | 第9師団長                  |                        |
| 代 | 金龍周             | 김용주   | 1953.5.9 - 1953.6.18    |                      |                        |                            | 大領副師団長           |
| 7  | 金點坤             | 김점곤   | 1953.6.29 - 1954.3      | 陸士1期              | 陸本人事局長           | 第1軍参謀副長              |                        |
|    | 李昌禎             | 이창정   | 1954                    | 陸士1期              | 連隊長                 | 国防部政訓局長             |                        |
|    | 李白雨             | 이백우   | ? - 1957.8              | 軍英1期              |                        | 陸軍大学入校               |                        |
|    | 李源長             | 이원장   | 1957.8 - 1958.3.12      | 陸士1期              | 陸本人事局長           | 予備役                     |                        |
|    | 李昌成             | 이창성   | 1958.3.12 - ?           |                      | 陸軍報道室長           |                            | 准将                   |
|    | 李龍               | 이용     | 1959.7 - 1960.4         | 陸士5期              | 第12師団長             | 歩兵学校長                 |                        |
| 12 | チェ・ムンホ       | 최문호   | ? - ?                   |                      |                        |                            |                        |
| 13 | キム・テジュン     | 김태준   | ? - 1961.12.29          |                      |                        |                            | 准将                   |
| 14 | ユン・テクジュン   | 윤택중   | 1961.12.29 - 1963.9.4   |                      |                        |                            | 准将                   |
| 15 | 金載圭             | 김재규   | 1963.9.4 - 1966.1.21    | 警士2期              | 湖南肥料社長           | 第6管区司令官              |                        |
| 16 | 朴賢植             | 박현식   | 1966.1.21 - 1967.7.3    | 陸士5期              |                        | 第9師団長                  |                        |
| 17 | 金鍾洙             | 김종수   | 1967.7.3 - 1969         | 陸士3期              | 第30師団長             | 駐越韓国軍作戦副司令官     | 准将                   |
| 17 | 金宗鎬             | 김종호   | 1969                    |                      | 駐越司令部参謀長       | 国防大学院副院長           |                        |
| 19 | 李建栄             | 이건영   | 1971 - 1972.1           | 陸士7期              | 第6副師団長            | 陸大総長                   |                        |
| 21 | 鄭名煥             | 정명환   | 1973.8.18 - 1976        | 陸士8期              |                        | 陸本人事運営管             | 准将、75年少将         |
| 24 | 呉滋福             | 오자복   | 1979 - 1980             | 甲種3期              | 軍事作戦処長           | 国保委文公分科委員長       |                        |
| 25 | 韓哲洙             | 한철수   | 1980 - 1982             | 陸士12期             |                        | 陸本管理参謀部長           |                        |
| 26 | 閔庚培             | 민경배   | 1982 - 1984.1.18        | 陸士14期             |                        |                            |                        |
| 27 | 権寧海             | 권영해   | 1984.1.18 - 1986.1.16   | 陸士15期             | 第88旅団長             | オリンピック警備司令官     |                        |
| 28 | 李海龍             | 이해룡   | 1986.1.16 - 1988.1      | 陸士17期             | 陸軍本部本部司令官     | 第3軍参謀長                | ハナフェ               |
| 29 | 尹龍男             | 윤용남   | 1988 - 1990             | 陸士19期             | 第5軍団参謀長          | 第5軍団長                  |                        |
| 31 | 韓勝義             | 한승의   | 1991 - 1993.10.27       | 陸士22期             | 韓米連合司令部作戦処長 | 国防部政策企画官           |                        |
| 32 | 朴奉植             | 박봉식   | 1993.10.27 - 1995.10.23 | 陸士24期             |                        | 国防部人事福祉局長         |                        |
| 33 | 南在俊             | 남재준   | 1995.10.23 - 1997.10.28 | 陸士25期             | 首防司参謀長           | 陸本人事参謀部長           |                        |
| 34 | 金章洙             | 김장수   | 1997.10.28 - 1999.11.9  | 陸士27期             | 第1軍作戦処長          | 合同参謀作戦部長           |                        |
| 35 | キム・ハクヨン     | 김학연   | 1999.11.9 - 2001.1.17   | 陸士28期             |                        | 予備役                     | セクハラ疑惑により解任 |
| 36 | 崔光燮             | 최광섭   | 2001.1.17 - 2002        | 陸士29期             |                        | 27師団長                   |                        |
| 37 | 許坪桓             | 허평환   | 2002 - 2004             | 陸士30期             | 国防部人事福祉局次長   | 陸軍訓練所長               |                        |
| 38 | 任官彬             | 임관빈   | 2004 - 2006.5.2         | 陸士32期             | 陸本秘書室長           | 陸本政策広報室長           |                        |
| 39 | 尹英範             | 윤영범   | 2006.5.2 - 2007.4.29    | 陸士33期             | 陸本作戦部長           | ザイトゥーン部隊長         |                        |
| 40 | ジョ・ビョンオ     | 조병오   | 2007.4.29 - 2008.12     | 学軍16期             |                        | 第2軍団副軍団長            | GP手榴弾投擲事件で更迭 |
| 41 | ファン・チュンシク | 황충식   | 2008.12.3 - 2010.12     | 陸士36期             | 陸本情報作戦処長       |                            |                        |
| 42 | 任浩永             | 임호영   | 2010.12 - 2012.11.8     | 陸士38期             | 第1軍団参謀長          | 陸本監察室長               |                        |
| 43 | イ・ジェヒョン     | 이재형   | 2012.11.8 - 2014.10.16  | 学軍21期             | 砲兵学校教授部長       | 陸軍砲兵学校長             |                        |
| 44 | イ・グクジェ       | 이국재   | 2014.10.16 - 2016       | 陸士42期             | 陸本情報作戦部第1次長  | 第3軍参謀長                |                        |
| 45 | イ・ジンヒョン     | 이진형   | 2016 - 2018.11          | 陸士44期             | 合同参謀本部作戦1処長  | 国防部政策企画官           |                        |
| 46 | シム・ジンソン     | 심진선   | 2018.11 - 2020.12       | 陸士46期             | 第3軍作戦処長          | 陸軍教育司令部教義発展部長 |                        |
| 47 | パク・ジョンテク   | 박정택   | 2020.12 - 現            | 学軍30期             | 地上作戦司令部作戦処長 | 現職                       |                        |